# Вила (Торино)
Вила је насеље у Италији у округу Торино, региону Пијемонт.
Према процени из 2011. у насељу је живело 128 становника. Насеље се налази на надморској висини од 875 м.